# Sam Phillips
Samuel Cornelius Phillips, známý jako Sam Phillips (5. ledna 1923, Florence, Alabama, USA – 30. července 2003, Memphis, Tennessee) byl americký hudební producent, zakladatel a majitel společnosti Sun Records a nahrávacího studia Sun. Phillips hrál hlavní úlohu v rozvoji populární hudby, zejména rokenrolu, který se v 50. letech stal dominantním hudebním stylem. Objevil mnoho slavných hudebníků, které podpořil v začátcích jejich kariéry, když jim poskytl nahrávací kontrakt.

## The Memphis Recording Service a Sun Records
Sam Phillips pochází z města Florence ve státě Alabama a byl absolventem Coffee High School.
Ve 40. letech pracoval Phillips jako DJ rádia WLAY ve městě Muscle Shoals ve státě Alabama. Stanice, která vysílala černošskou i bělošskou hudbu inspirovala Phillipse v jeho pozdější práci v Memphisu.
3. ledna 1950 Phillips otevřel na 706 Union Avenue v Memphisu ve státě Tennessee Memphis Recording Service, který v 50. letech sloužil také jako nahrávací studio pro jeho vlastní label Sun Records. Kromě umělecké produkce také pořizoval a prodával dokumentární nahrávky např. svateb, pohřbů apod.
Phillips nahrál to, co někteří, zejména hudební historik Peter Guralnick, považují za první rokenrolovou nahrávku: Rocket 88. Interprety byli Jackie Brenston and his Delta Cats; band vedl devatenáctiletý Ike Turner, který byl též autorem písně. Nahrávka vyšla u Chess/Checker record label v Chicagu v roce 1951. V době mezi roky 1950 a 1954 nahrával Phillips hudbu rhythm and blues černošských interpretů, jako byli James Cotton, Rufus Thomas, Rosco Gordon, Little Milton, Bobby Blue Bland a další. Bluesové legendy B. B. King a Howlin' Wolf pořídili své první nahrávky právě ve Phillipsově studiu.

## Elvis Presley, Carl Perkins, Jerry Lee Lewis, Johnny Cash
Když Elvis Presley nahrál ve Phillipsově studiu svoji verzi písně Arthura „Big Boye“ Cruddupa That's All Right, Mama, trefil do černého. Nahrávka měla v Memphisu obrovský úspěch, který se záhy rozšířil na celý jih Spojených států. Během prvních šesti měsíců měla ještě o něco větší úspěch píseň z opačné strany singlu, Blue Moon of Kentucky, upbeatová  verze bluegrassové písně Billa Monroe. Presleyho singly a jeho úspěch, i když zatím omezený jen na jih USA, se stal pro Sun Records kasovním trhákem.
Navzdory úspěchům se v polovině roku 1955 dostalo Phillipsovo studio do finančních problémů. Sam Phillips prodal kontrakt Elvise Presleyho firmě RCA Victor za 35000 dolarů. Peníze získané z prodeje mu pak umožnily podpořit distribuci Perkinsova singlu Blue Suede Shoes a Sun Records tak získaly první hit.
V době, kdy Elvis Presley přišel do Sun Records, neměl vlastní doprovodnou skupinu. Sam Phillips vybral dva hudebníky, kterými byli kytarista Scotty Moore a baskytarista Bill Black. Společně s bubeníkem D. J. Fontanou pak později nahráli největší rokenrolové hity, jako Heartbreak Hotel, Hound Dog, a Don't Be Cruel, a to i v době po prodeji kontraktu firmě RCA.
Phillipsovy nahrávky Presleyho byly inovativní; zatímco většina soudobých nahrávek zdůrazňovala vokál, Phillips potlačil poněkud Presleyho hlas ve prospěch instrumentálního doprovodu. Nově také použil magnetopáskové echo, když nechal běžet pás přes další magnetickou hlavu, do které přiváděl zpět původní signál. Když ve studiích RCA nahrávali novou verzi písně Heartbreak Hotel, nebyli schopni docílit původní echo nahrávky Sun Records. Nevěděli, jak Phillips tohoto efektu dosáhl, a tak při nahrávání využili ozvěny velké prázdné chodby studia. Výsledek se ale s originálem nedal srovnat.
Zatímco někteří zpěváci, např. Sonny Burgess (My Bucket's Got A Hole In It), Charlie Rich, Junior Parker a Billy Lee Riley, nahrávali pro Sun s úspěchem nevýrazným, z dalších, jako byli Jerry Lee Lewis, B. B. King, Johnny Cash, Roy Orbison a Carl Perkins, se staly mezinárodní hvězdy.
Na Phillipsovu klíčovou roli v začátcích rokenrolu poukázala i jam session ze 4. prosince 1956, kdy se víceméně náhodou sešli ve studiu čtyři hudebníci. Jerry Lee Lewis hrál na klavír při Perkinsonově nahrávací frekvenci ve Phillipsově studiu. Když do studia přišel neočekávaně Elvis Presley, zavolal Phillips i Johnnyho Cashe a zorganizoval tak improvizovanou session těchto čtyř hudebníků. Tato náhodná formace je známa pod názvem Million Dollar Quartet.

## WHER
29. října 1955 spustil Sam Phillips rádio WHER. Každá z mladých žen, jež se účastnily konkurzu, předpokládala, že v rádiu bude pracovat nanejvýš jedna žena, jak bývalo v té době běžné. Teprve několik dní před zahájením prvního vysílání se dozvěděly o čistě ženském obsazení („All-Girl Radio“ format) – téměř na každém místě v tomto rádiu pracovala žena.

## Ostatní obchodní aktivity
Prozíravým investováním nashromáždil Phillips značné jmění. Byl jedním z prvních investorů v hotelovém řetězci Holiday Inn. S tímto řetězcem začal být spojován krátce poté, co prodal nahrávací práva Elvise Presleyho firmě RCA za 35000 dolarů; tuto částku pak během let v Holiday Inn mnohokrát znásobil. Vlastnil také kavárny Sun Studio Café. Phillips také založil další dvě nahrávací společnosti – Phillips International a Holiday Inn Records. Ani jedna z nich nedosáhla vlivu společnosti Sun Records, kterou Phillips nakonec v 60. letech prodal Shelby Singletonovi.

## Ocenění
Sam Phillips byl v první skupině oceněných, kteří byli v roce 1986 uvedeni do Rokenrolové síně slávy (Rock and Roll Hall of Fame) a jeho průkopnický příspěvek žánru byl oceněn uvedením do Rockabilly Hall of Fame. V roce 1987 byl uveden do Alabama Music Hall of Fame. V roce 1991 obdržel Grammy Trustees Award za celoživotní práci. V roce 1998 byl uveden do Bluesové síně slávy (Blues Hall of Fame), v říjnu 2001 pak do Countryové síně slávy (Country Music Hall of Fame).
Jako postava byl Phillips ztvárněn Charlesem Cyphersem ve filmu Elvis z roku 1979, Treyem Wilsonem ve filmu Great Balls of Fire z roku 1989 a Dallasem Robertsem ve filmu Walk the Line z roku 2005. Gregory Itzin jej hrál v epizodě Memphis Melody seriálu Quantum Leap. Ve filmu This Is Elvis z roku 1981 jej ztvárnil vlastní syn Knox Phillips.

## Závěr života
Phillips zemřel na dechové selhání v nemocnici St. Francis Hospital v Memphisu 30. července 2003, pouhý jeden den před vyhlášením původního Sun Studia národní kulturní památkou (National Historic Landmark). Je pohřben na hřbitově Memorial Park Cemetery v Memphisu.